# Râul Valea Mare (Moldova Nouă)
Râul Valea Mare este un curs de apă, afluent al Dunării. 

## Hărți
- Harta Județului Caraș-Severin